# Покровське (Горноуральський міський округ)
Покро́вське (рос. Покровское) — село у складі Горноуральського міського округу Свердловської області.
Населення — 2425 осіб (2010, 3633 у 2002).
Національний склад станом на 2002 рік: росіяни — 89 %.